# Keita Endō
Keita Endō (jap. 遠藤渓太, Endō Keita; * 22. November 1997 in Yokohama, Präfektur Kanagawa) ist ein japanischer Fußballspieler.

## Karriere

### Verein
Keita Endō erlernte das Fußballspielen in der Jugendmannschaft des Erstligisten Yokohama F. Marinos in Yokohama. Hier unterschrieb er 2016 auch seinen ersten Profivertrag. Bis 2020 absolvierte er insgesamt 103 Erstligaspiele. 2019 feierte er mit den Marinos die japanische Fußballmeisterschaft.
Zur Saison 2020/21 wechselte er auf Leihbasis mit Kaufoption für ein Jahr zum 1. FC Union Berlin in die Bundesliga. Sein Bundesligadebüt gab er am 2. Oktober 2020 im Heimspiel beim 4:0-Erfolg gegen Mainz 05, wo er in der 82. Minute für den Dänen Marcus Ingvartsen eingewechselt wurde. Sein erstes Bundesligator erzielte Endō am 7. November 2020 gegen Arminia Bielefeld. Zur Saison 2021/22 zog der 1. FC Union Berlin die Kaufoption und verpflichtete den Außenstürmer fest. Nach nur vier Bundesliga-Einsätzen in der Folgesaison wechselte Endō im Juli 2022 für ein Jahr auf Leihbasis zu Eintracht Braunschweig in die 2. Bundesliga. Im Sommer 2023 wurde die Leihe um ein Jahr verlängert. In der Winterpause 2023/24 wurde sie dann jedoch vorzeitig abgebrochen. Daraufhin folgte eine Leihe zum FC Tokyo in seine Japanische Heimat. Hier bestritt er elf Ligaspiele. Nach der Ausleihe wurde er im Juli 2024 fest vom FC Tokyo unter Vertrag genommen.

### Nationalmannschaft
Keita Endō spielte 13-mal für die U20-Nationalmannschaft. 16-mal trug er das Trikot der U21. Für die U23 stand er fünfmal auf dem Spielfeld. Seit 2019 spielt er in der Nationalmannschaft von Japan. Sein Länderspieldebüt gab er am 10. Dezember 2019 in einem Spiel der Ostasienmeisterschaft gegen China im Busan-Gudeok-Stadion in Busan.

## Erfolge
Yokohama F. Marinos
- Japanischer Meister: 2019